# Quinlan Road
Quinlan Road é uma gravadora independente fundada em 1985 e sediada em Stratford, Ontário, Canadá. É propriedade de Loreena McKennitt, única artista da companhia.
O selo foi fundado em 1985, época do lançamento do primeiro álbum de McKennitt, Elemental. Em 1991, a Quinlan Road entrou em um acordo de distribuição com a Warner Music Canada, anteriormente isso era feito por correspondência. 
Quinlan Road é o nome da estrada que Loreena passava quando era criança.